# Bruno Frank

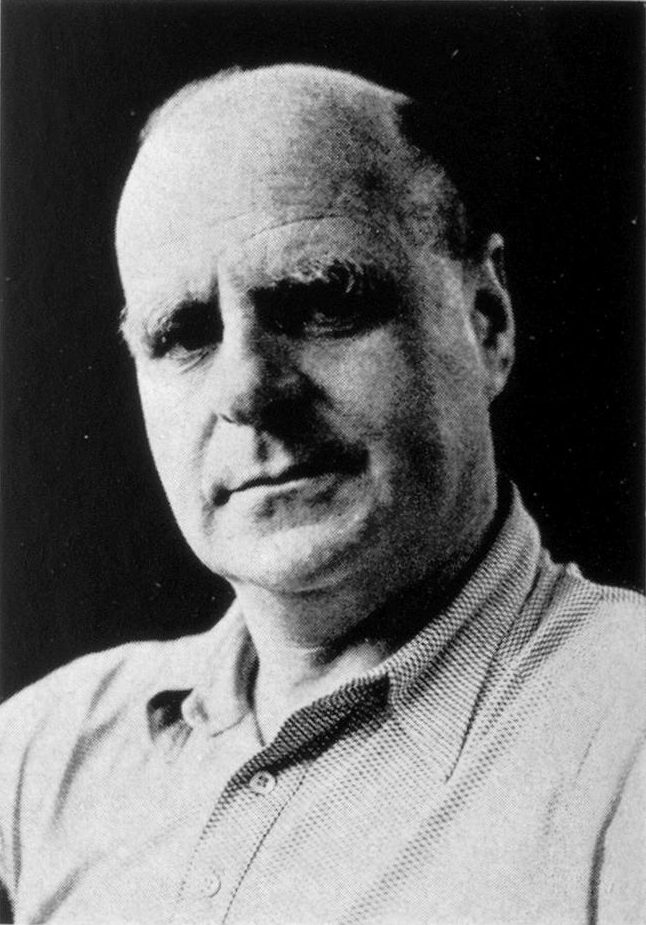
Bruno Frank

Bruno Frank (Stuttgart, 13 juni 1887 - Beverly Hills, 20 juni 1945) was een Duitse schrijver en dichter. Hij studeerde rechten en filosofie in Tübingen, München, Straatsburg en Heidelberg. Later behaalde Frank een doctoraat in Tübingen. Tijdens de Eerste Wereldoorlog was hij soldaat. Hij onderhield nauwe banden met Lion Feuchtwanger en Klaus Mann.
Een dag na de brand in de Reichstag, op 28 februari 1933, emigreerde Frank naar Oostenrijk, daarna naar Zwitserland en later naar Frankrijk en Engeland. Hij schreef toen zijn tweede historische roman Cervantes (1934) na Trenck in (1926). In 1937 verscheen de roman Der Reisepass.
Succesvol was de komedie Sturm im Wasserglas (1930). Deze komedie werd verfilmd in 1936 in Groot-Brittannië en in 1960 in Duitsland. De komedie werd geregisseerd door Josef von Baky met Peter Luhr. Een andere komedie, Nina, verscheen in 1931.
Werk van hem is ook verschenen in het Exilliteratuur-tijdschrift Die Sammlung van de Uitgeverij Querido te Amsterdam.
Frank leefde van 1939 tot zijn dood in 1945 in de Verenigde Staten.

## Werk van Bruno Frank
- Die Schatten der Dinge, Gedichten (1912)
- Die Fürstin, Roman (1915)
- Bigram. Neue Erzählungen Musarion, München 1921
- Tage des Königs, Vertelling (1924)
- Trenck, Roman (1926)
- Politische Novelle, Novelle (1928)
- Der Magier, Novelle 1929
- Sturm im Wasserglas, Komedie (1930)
- Nina, Komedie (1931)
- Cervantes, roman (1934, verschenen bij Uitgeverij Querido te Amsterdam)
- Der Reisepass, Roman (1937)
- Lüge als Staatsprinzip (1939)
- Die Tochter, Roman (1943)

- Bibsys: 90263036
- Biblioteca Nacional de Chile: 000298953
- Biblioteca Nacional de España: XX1173689
- Bibliothèque nationale de France: cb140987891 (data)
- CiNii: DA04448517
- Digitale Bibliotheek voor de Nederlandse Letteren: fran136
- Gemeinsame Normdatei: 118702866
- International Standard Name Identifier: 0000 0001 0888 6748
- Library of Congress Control Number: n50025400
- Nationale Bibliotheek van Letland: 000075024
- Nationale Bibliotheek van Tsjechië: ola2003191747
- Nationale bibliotheek van Australië: 35099461
- Nationale Bibliotheek van Israël: 987007261097005171
- Nationale Bibliotheek van Polen: a0000001150675
- Nationale en Universitaire bibliotheek Zagreb: 000061253
- Nederlandse Thesaurus van Auteursnamen: 06871078X
- Réseau des bibliothèques de Suisse occidentale: 02-A012373050
- SNAC: w6f78ctm
- Système universitaire de documentation: 060310057
- Trove: 826270
- Virtual International Authority File: 37123104
- WorldCat: E39PBJtH4vhXK37bQvThbV4wmd